# Kapreiger
De kapreiger (Pilherodius pileatus) is een vogel uit de familie Ardeidae (Reigers).

## Verspreiding en leefgebied
Deze soort komt voor van oostelijk Panama tot zuidoostelijk Brazilië.

## Status
De grootte van de populatie is in 2019 geschat op 50-500 duizend volwassen vogels. Op de Rode lijst van de IUCN heeft deze soort de status niet bedreigd.